# Coppa del Re 2016-2017
La Coppa del Re 2016-2017 è stata la 115ª edizione del torneo. La competizione è iniziata il 31 agosto 2016 ed è terminata il 27 maggio 2017. Il Barcellona ha vinto il trofeo per la 29ª volta, terza consecutiva.

## Formula del torneo
Siccome le squadre riserve non possono partecipare alla competizione, ci possono essere piccole modifiche alla formula generalmente adottata. I tre turni eliminatori sono secchi, il tabellone principale dai sedicesimi è in andata e ritorno, la finale è in campo neutro.
| Turno                | Numero di incontri | Squadre | Entrano a questo turno                                          |
| -------------------- | ------------------ | ------- | --------------------------------------------------------------- |
| Primo turno          | 18                 | 83 → 65 | 18 squadre di Segunda División B 18 squadre di Tercera División |
| Secondo turno        | 22                 | 65 → 43 | 20 squadre di Segunda División 6 squadre di Segunda División B  |
| Terzo turno          | 11                 | 43 → 32 | –                                                               |
| Sedicesimi di finale | 16 + 16            | 32 → 16 | 20 squadre di Primera División                                  |
| Ottavi di finale     | 8 + 8              | 16 → 8  | –                                                               |
| Quarti di finale     | 4 + 4              | 8 → 4   | –                                                               |
| Semifinali           | 2 + 2              | 4 → 2   | –                                                               |
| Finale               | 1                  | 2 → 1   | –                                                               |

## Primo turno
| Squadra 1           | Risultato          | Squadra 2              |
| ------------------- | ------------------ | ---------------------- |
| Racing Ferrol       | 3 – 2              | Zamora FC              |
| Boiro               | 1 – 3              | Guijuelo               |
| Caudal              | 2 – 1              | Burgos                 |
| Atlético Cirbonero  | 0 – 0 (6-5 d.c.r.) | Ponferradina           |
| Laredo              | 2 – 3              | Leonesa                |
| Barakaldo           | 4 – 0              | Zamudio                |
| Calahorra           | 0 – 0 (3-1 d.c.r.) | UD Logroñés            |
| Toledo              | 2 – 0              | Conquense              |
| Sestao River        | 4 – 2              | Villa de Santa Brigída |
| Amorebieta          | 2 – 1              | Socuéllamos            |
| Albacete            | 2 – 1              | Real Unión             |
| Atlético Saguntino  | 1 – 1 (3-4 d.c.r.) | Formentera             |
| Lleida              | 1 – 0              | Prat                   |
| Andorra             | 0 – 5              | Hércules               |
| Extremadura UD      | 5 – 0              | Atlético Mancha        |
| Lorca Deportiva     | 1 – 2              | Lorca                  |
| Atlético Sanluqueño | 1 – 0              | Real Murcia            |
| Cornellà            | 2 – 1              | S.S. Reyes             |

## Secondo turno
| Squadra 1        | Risultato          | Squadra 2           |
| ---------------- | ------------------ | ------------------- |
| Albacete         | 2 – 0              | Arenas CD           |
| Caudal           | 1 – 0              | Lleida              |
| FC Cartagena     | 1 – 1 (5-6 d.c.r.) | Hércules            |
| Barakaldo        | 3 – 3 (2-3 d.c.r.) | Amorebieta          |
| Tudelano         | 1 – 0              | Atlético Sanluqueño |
| Racing Ferrol    | 0 – 0 (4-5 d.c.r.) | Atlético Cirbonero  |
| Guijuelo         | 1 – 0              | Sestao River        |
| Formentera       | 2 – 2 (9-8 d.c.r.) | Lorca               |
| Toledo           | 4 – 0              | Alcoyano            |
| Cornellà         | 3 – 1              | Extremadura UD      |
| Leonesa          | 3 – 1              | Calahorra           |
| Racing Santander | 2 – 1              | Llagostera          |
| Real Saragozza   | 1 – 2              | Real Valladolid     |
| UCAM Murcia      | 4 – 3              | Real Oviedo         |
| Gimnàstic        | 1 – 0              | Numancia            |
| Mirandés         | 2 – 2 (3-4 d.c.r.) | Elche               |
| Lugo             | 1 – 2              | Tenerife            |
| Cadice           | 1 – 1 (3-2 d.c.r.) | Levante             |
| Huesca           | 1 – 0              | Girona              |
| Almería          | 0 – 2              | Rayo Vallecano      |
| Alcorcón         | 1 – 0              | Getafe              |
| Maiorca          | 1 – 0              | Reus                |

## Terzo turno
| Squadra 1          | Risultato          | Squadra 2   |
| ------------------ | ------------------ | ----------- |
| Racing Santander   | 2 – 0              | Amorebieta  |
| Atlético Cirbonero | 1 – 2              | Guijuelo    |
| Tudelano           | 0 – 0 (3-4 d.c.r.) | Formentera  |
| Toledo             | 4 – 1              | Caudal      |
| Leonesa            | 2 – 1              | Albacete    |
| Hércules           | 2 – 1              | Cornellà    |
| Rayo Vallecano     | 1 – 1 (3-4 d.c.r.) | Gimnàstic   |
| Cadice             | 1 – 2              | Córdoba     |
| Elche              | 0 – 1              | Alcorcón    |
| Maiorca            | 1 – 2              | UCAM Murcia |
| Real Valladolid    | 3 – 1              | Tenerife    |

## Sedicesimi di finale
I sedicesimi di finale si sono disputati in gare di andata e ritorno tra novembre e dicembre.
| Squadra 1        | Totale             | Squadra 2           | Andata | Ritorno |
| ---------------- | ------------------ | ------------------- | ------ | ------- |
| Toledo           | 1 – 4              | Villarreal          | 0 – 3  | 1 – 1   |
| Formentera       | 2 – 14             | Siviglia            | 1 – 5  | 1 – 9   |
| Leonesa          | 2 – 13             | Real Madrid         | 1 – 7  | 1 – 6   |
| Hércules         | 1 – 8              | Barcellona          | 1 – 1  | 0 – 7   |
| Guijuelo         | 1 – 10             | Atlético Madrid     | 0 – 6  | 1 – 4   |
| Racing Santander | 1 – 5              | Athletic Bilbao     | 1 – 2  | 0 – 3   |
| UCAM Murcia      | 0 – 2              | Celta Vigo          | 0 – 1  | 0 – 1   |
| Córdoba          | 6 – 3              | Malaga              | 2 – 0  | 4 – 3   |
| Real Valladolid  | 2 – 4              | Real Sociedad       | 1 – 3  | 1 – 1   |
| Huesca           | 3 – 4              | Las Palmas          | 2 – 2  | 1 – 2   |
| Gimnàstic        | 0 – 6              | Alavés              | 0 – 3  | 0 – 3   |
| Alcorcón         | 2 – 2 (4-3 d.c.r.) | Espanyol            | 1 – 1  | 1 – 1   |
| Sporting Gijón   | 2 – 5              | Eibar               | 1 – 2  | 1 – 3   |
| Granada          | 1 – 2              | Osasuna             | 1 – 0  | 0 – 2   |
| Real Betis       | 2 – 3              | Deportivo La Coruña | 1 – 0  | 1 – 3   |
| Leganés          | 2 – 5              | Valencia            | 1 – 3  | 1 – 2   |

## Ottavi di finale
Gli ottavi di finale si sono disputati in gare di andata e ritorno a gennaio.
| Squadra 1           | Totale | Squadra 2       | Andata | Ritorno |
| ------------------- | ------ | --------------- | ------ | ------- |
| Las Palmas          | 3 – 4  | Atlético Madrid | 0 – 2  | 3 – 2   |
| Alcorcón            | 2 – 1  | Córdoba         | 0 – 0  | 2 – 1   |
| Athletic Bilbao     | 3 – 4  | Barcellona      | 2 – 1  | 1 – 3   |
| Real Madrid         | 6 – 3  | Siviglia        | 3 – 0  | 3 – 3   |
| Real Sociedad       | 4 – 2  | Villarreal      | 3 – 1  | 1 – 1   |
| Deportivo La Coruña | 3 – 3  | Alavés          | 2 – 2  | 1 – 1   |
| Valencia            | 2 – 6  | Celta Vigo      | 1 – 4  | 1 – 2   |
| Osasuna             | 0 – 3  | Eibar           | 0 – 3  | 0 – 0   |

## Quarti di finale
I quarti di finale si sono disputati in gare di andata e ritorno a gennaio.
| Squadra 1       | Totale | Squadra 2  | Andata | Ritorno |
| --------------- | ------ | ---------- | ------ | ------- |
| Alcorcón        | 0 – 2  | Alavés     | 0 – 2  | 0 – 0   |
| Atlético Madrid | 5 – 2  | Eibar      | 3 – 0  | 2 – 2   |
| Real Madrid     | 3 – 4  | Celta Vigo | 1 – 2  | 2 – 2   |
| Real Sociedad   | 2 – 6  | Barcellona | 0 – 1  | 2 – 5   |

## Semifinali
Le semifinali si sono disputate in gara di andata e ritorno a febbraio.
| Squadra 1       | Totale | Squadra 2  | Andata | Ritorno |
| --------------- | ------ | ---------- | ------ | ------- |
| Celta Vigo      | 0 – 1  | Alavés     | 0 – 0  | 0 – 1   |
| Atlético Madrid | 2 – 3  | Barcellona | 1 – 2  | 1 – 1   |

## Finale
| Arbitro: | Carlos Clos Gómez |

|                                         |           |          |
| Messi 30’ Neymar 45’ Paco Alcácer 45+3’ | Marcatori | 33’ Theo |

## Record
- Miglior attacco: Barcellona (24)
- Partita con più reti: Siviglia-Formentera 9-1 (10)
- Partita con maggiore scarto di reti: Siviglia-Formentera 9-1 (8)

## Classifica marcatori
| Goals | Rigori | Giocatore           | Squadra         |
| ----- | ------ | ------------------- | --------------- |
| 5     | 2      | Wissam Ben Yedder   | Siviglia        |
| 5     | 1      | Lionel Messi        | Barcellona      |
| 4     |        | Mariano             | Real Madrid     |
| 4     |        | Arda Turan          | Barcellona      |
| 4     |        | Luis Suárez         | Barcellona      |
| 4     |        | Ángel Correa        | Atlético Madrid |
| 4     |        | Ander Vitoria       | Barakaldo       |
| 4     |        | Juanmi Jiménez      | Real Sociedad   |
| 4     |        | Federico Piovaccari | Córdoba         |
| 4     |        | Antoine Griezmann   | Atlético Madrid |
| 3     |        | Joaquín Correa      | Siviglia        |
| 3     |        | Enric Gallego       | Cornellà        |
| 3     |        | Raúl García         | Athletic Bilbao |